# Roxanne Dufter
Roxanne Dufter (* 13. Februar 1992 in Kempten (Allgäu)) ist eine deutsche Eisschnellläuferin. 

## Karriere
Zu ihren größten Erfolgen zählen ein 4. Platz in der Mannschaftsverfolgung bei der Weltmeisterschaft 2016 und ebenfalls in der Mannschaftsverfolgung ein 3. Platz bei der Europameisterschaft 2018.
Bei den Olympischen Winterspielen 2018 in Südkorea startete sie auf der 1500-Meter- und 3000-Meter-Distanz und gab ihr Debüt als Olympiasportlerin. Auch ihr Bruder Joel ist Eisschnellläufer und startete ebenfalls bei den Olympischen Spielen.